# Philomedes orbicularis
Philomedes orbicularis is een mosselkreeftjessoort uit de familie van de Philomedidae. De wetenschappelijke naam van de soort is voor het eerst geldig gepubliceerd in 1907 door Brady.